# Casa Orgaz
La Casa Orgaz o Ca l'Orgaz és una masia del municipi de Vilajuïga (Alt Empordà) inclosa a l'Inventari del Patrimoni Arquitectònic de Catalunya.
És un al nord del nucli urbà de Vilajuïga, al sector del Raval del Mig, entre el veïnat de Dalt de la població i les vies del tren i integrat a l'entramat urbanitzat de la zona.
La masia és formada per dos cossos rectangulars reformats, adossats transversalment i distribuïts en planta baixa i pis. Presenten les cobertes a dos vessants de teula, amb doble ràfec de teula i dents de serra. La coberta del cos adossat pel nord té el vessant oest força més curt que l'est. Està recolzada, en part, damunt la teulada de l'edifici principal, el qual presenta una altra crugia adossada a la banda est. A la planta baixa hi ha el portal d'arc de mig punt, bastit amb carreus de granit petits, i al costat una finestra rectangular, emmarcada també amb carreus. L'ampit és de filades de rajols disposats en gradació descendent. A l'altura del pis hi ha una gran terrassa allargada, amb barana de ferro i ràfec de dents de serra a la part inferior. Hi tenen sortida quatre grans finestrals rectangulars, emmarcats amb el mateix tipus de carreus que la finestra anterior. De fet, totes les obertures de l'edifici i les del cos adossat són iguals. A la façana sud hi ha la porta del garatge i dos balcons exempts al pis. La façana oest presenta una altra porta d'accés a l'interior. A la façana posterior hi ha un altre petit cos adossat a la casa principal.
A la banda oest de la finca, a escassos metres de distància de la casa, hi ha l'antiga pallissa reformada. És un edifici aïllat de planta rectangular, amb coberta a dos vessants, format per planta baixa i pis.
Tota la construcció és de pedra desbastada de diverses mides, lligada amb morter de calç.